# Hispania (American Association of Teachers of Spanish and Portuguese)
Hispania es la revista oficial de la American Association of Teachers of Spanish and Portuguese. El primer número apareció en 1917, bajo la dirección de Aurelio M. Espinosa.
Revisada por pares y dedicada a la literatura, cultura y lenguas española y portuguesa, Hispania es publicada trimestralmente en español, inglés y portugués por Johns Hopkins University Press.